# Mrs. Brown, You've Got a Lovely Daughter
Mrs. Brown, You've Got a Lovely Daughter är en poplåt komponerad av Trevor Peacock. Den gavs ursprungligen ut på singel av den brittiske skådespelaren Tom Courtenay 1963, efter att ha varit med i en brittisk TV-pjäs, The Lads.
Två år senare blev låten mycket mer känd då den spelades in av popgruppen Herman's Hermits. Låten blev till gruppens egen förvåning en stor hit i Nordamerika och toppade singellistan i USA. Den blev även populär i några europeiska länder, men i hemlandet Storbritannien gavs den aldrig ut som singel. Detta var också fallet med den efterföljande USA-ettan "I'm Henry the Eighth, I Am".

## Listplaceringar
| Lista (1965) | Position              |
| ------------ | --------------------- |
| Finland      | 19                    |
| Sverige      | 4 (Kvällstoppen)      |
| Sverige      | 3 (Tio i topp)        |
| USA          | 1 (Billboard Hot 100) |
| Västtyskland | 12                    |